# Blidworth
Blidworth – wieś w Anglii, w hrabstwie Nottinghamshire, w dystrykcie Newark and Sherwood. Leży 17 km na północ od miasta Nottingham i 189 km na północ od Londynu. Miejscowość liczy 4355 mieszkańców.